# Chevrolet Blazer EV
La Chevrolet Blazer EV è una autovettura prodotta dalla casa automobilistica statunitense Chevrolet a partire da fine giugno 2023.

## Descrizione

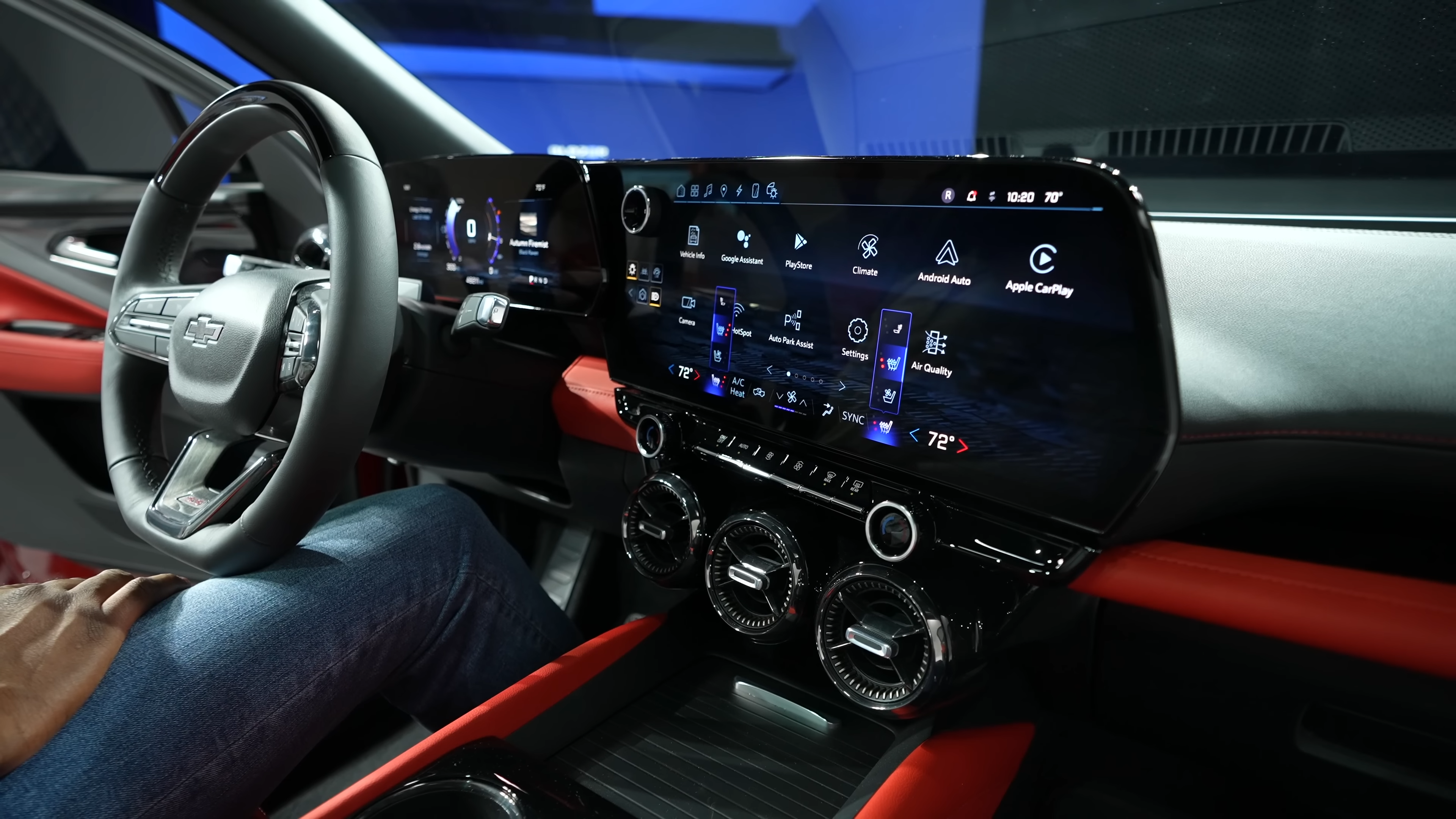
interni

La Blazer EV è un SUV ad alimentazione esclusivamente elettrica dotato di un pacco batteria agli ioni di litio, presentata a luglio 2022 e prodotta da General Motors con il marchio Chevrolet in Messico nello stabilimento GM di Ramos Arizpe dall'agosto 2023. 
General Motors inizialmente annunciò che la Blazer EV sarebbe stata disponibile nei livelli di allestimento 2LT, RS e SS. La vettura viene dotata di serie con le tecnologie di sicurezza Chevy Safety Assist, con in opzione un sistema di guida semi-autonomo denominato Super Cruise. La Blazer è la prima Chevrolet elettrica disponibile nell'allestimento sportivo SS, con tale variante che eroga una potenza di 557 CV (415 kW) e 879 Nm di coppia.
Grazie alla ricarica rapida, la Blazer EV può incamerare corrente pari a circa 126 km di autonomia in soli 10 minuti.
Nel dicembre 2023, la Chevrolet ha sospeso temporaneamente sia la produzione che le vendite della Blazer EV a causa di numerosi problemi software, di ricarica e alla batteria.